# Richard Doležal
Richard Doležal (* 26. Mai 1921 in Kostelec nad Orlicí; † 3. Januar 2005 in Konstanz) war ein aus Böhmen stammender, tschechoslowakischer und deutscher Wissenschaftler auf dem Gebiet der Verfahrens-, Brennstoff-, Feuerungs- und Kraftwerkstechnik.

## Leben
Doležal studierte von 1939 mit kriegsbedingten Unterbrechungen bis 1946 Maschinenbau an der TH Prag. 1947 wurde er dort promoviert. Nach Tätigkeiten in den tschechischen Škoda-Werken sowie der Witkowitzer Eisenwerke wurde er Professor an der Bergbauakademie Ostrava, der heutigen Technischen Universität Ostrava, in Ostrava. 1960 wechselte er an die TH Prag. 1968/1969 war er aufgrund der politischen Entwicklungen des Prager Frühlings zunächst als wissenschaftlicher Mitarbeiter tätig und von 1969 bis 1974 als Leiter der Dampferzeugerabteilung der Firma Gebr. Sulzer in  Winterthur/Schweiz. 1974 erhielt er einen Ruf als Professor und Direktor des Instituts für Wärme- und Brennstofftechnik an die TU Braunschweig. 1978 wechselte er als Ordinarius an die Universität Stuttgart und wurde dort Direktor des Institutes für Verfahrenstechnik und Dampfkesselwesen (IVD) und des Heizkraftwerks Pfaffenwald der Universität. 1989 wurde er emeritiert, leitete jedoch bis 1992 das IVD und das Heizkraftwerk weiter.
Richard Doležal war zum ersten Mal mit Vladimíra Věra Doležalová (geborene Podrazilová, * 1923 in Königgräz, † 2001 in Stuttgart) verheiratet, der Mutter seiner zwei Kinder, zum zweiten Mal mit Olga Kurzová-Doležalová (* 1924 in Holešov, Mähren).

## Wirken
Richard Doležal hat den so genannten Schmelzkammerkessel für ballastreiche Kohle entwickelt und wurde damit international bekannt. Er hatte 42 Patente angemeldet und zahlreiche Fachpublikationen veröffentlicht; darunter sein bekanntestes Werk „Schmelzfeuerungen“. Es folgten die in mehrere Sprachen übersetzten Bücher „Hochdruck-Heißdampf“, „Großkesselfeuerungen“ und „Durchlaufkessel“, die nicht nur im damaligen Ostblock Standardwerke waren. An der Universität Stuttgart engagierte er sich auch für die digitale Datenverarbeitung und den Ausbau des Rechenzentrums, um mathematische Simulationen der Prozesse im konventionellen thermischen Kraftwerk zu ermöglichen. Mit dem von ihm entwickelten Lösungsalgorithmen, insbesondere die semianalytische Methode, wird heute noch gearbeitet. Doležal entwickelte auch Verfahren zur Reduzierung der Umweltbelastungen im thermischen Kraftwerk, die aus der Verbrennung von Kohle, Öl, Gas oder Biomassen resultieren.

## Schriften (Auswahl)
- Schmelzfeuerungen: Theorie, Bau und Betrieb. Verlag Technik, Berlin 1954.
- Energetische Verfahrenstechnik. Teubner, Stuttgart 1983, ISBN 3-519-00098-9.
- Dampferzeugung: Verbrennung, Feuerung, Dampferzeuger. Springer, Berlin 1990, ISBN 3-540-13771-8.
- Kombinierte Gas- und Dampfkraftwerke. Springer, Berlin 2001, ISBN 3-540-67526-4.